# Bolesław Szmidt
Bolesław Szmidt (ur. 7 lipca 1908 w Petersburgu, zm. 20 kwietnia 1995 w Warszawie) – polski architekt, przedstawiciel modernizmu, założyciel i dyrektor Polskiej Szkoły Architektury na Uniwersytecie w Liverpoolu, profesor Politechniki Wrocławskiej.

## Życiorys
Ukończył Gimnazjum im. Kreczmara w Warszawie. Studiował na Wydziale Architektury Politechniki Warszawskiej (1927–1933). W latach 1934–1935 przebywał na stypendium we Francji i Włoszech.
Podczas II wojny światowej uczestniczył w obronie Warszawy. Następnie przedostał się do Rumunii. Internowany w obozie Tulczy, zbiegł do Francji by przyłączyć się do żołnierzy gen. Sikorskiego. W 1940 po zdobyciu Francji przez Niemców wyjechał do Anglii. Tam dostał rozkaz pracy naukowej związanej z przyszłą odbudową zniszczonej wojną Polski. Zainicjował utworzenie polskiego wydziału architektury (Polska Szkoła Architektury, ang. The Polish School of Architecture) przy Uniwersytecie w Liverpoolu. Zajęcia zostały zainaugurowane 6 listopada 1942, a Szmidt został dyrektorem uczelni oraz profesorem-wykładowcą.
Po wojnie jako kierownik państwowych pracowni projektowych w Poznaniu (Miastoprojekt) i Warszawie (Centralne Biuro Projektów Architektonicznych i Budowlanych) projektował odbudowywane po wojnie budynki, został także naczelnym architektem Międzynarodowych Targów Poznańskich.
Od 1953 pracował na Politechnice Wrocławskiej jako wykładowca i kierownik Katedry Architektury Budowli Przemysłowych na Wydziale Architektury. Od 1975 członek Prymasowskiej Rady Budowy Kościołów.

## Wybrane dzieła

### Przed II wojną światową
- I nagroda w konkursie na Muzeum Narodowe w Krakowie (1933)
- Elewator Zbożowy w Gdyni (1934-1936)
- Centrala PKO (wspólnie z Józefem Vogtmanem), Warszawa, ul. Marszałkowska 134 róg Świętokrzyskiej 37 (1936-1939)
- obiekty Polskiego Radia w Raszynie
- Szpital Pediatryczny im. Władysława Sikorskiego
- projekty konkursowe nagrodzone lub wyróżnione: projekty gmachu Kierownictwa Marynarki Wojennej[2], zabudowa ul. Bonifraterskiej, projekt parku Sowińskiego[3], projekt gmachu LOPP, projekt bloku mieszkalnego Banku Rolnego, koncepcja nadbudowy Wieży Grodzkiej Zamku Królewskiego w Warszawie, projekt gmachu Miejskich Zakładów Elektrycznych, Teatr Domu Żołnierza we Lwowie, Urząd Celny w Gdyni, Sąd w Gdyni, Muzeum Ziemi Pomorskiej w Toruniu

### Po II wojnie światowej
- budynek i laboratorium Instytutu Techniki Budowlanej przy ul. Wawelskiej
- Dyrekcja Polskiego Radia przy ul. Nowy Świat
- Rozgłośnia Polskiego Radia przy ul. Myśliwieckiej i ul. Noakowskiego
- naczelny architekt Międzynarodowych Targów Poznańskich, autor Iglicy i Pawilonu Ministerstwa Komunikacji
- Archikatedra św. Jana w Warszawie
  - Kaplica Stefana Wyszyńskiego
  - Kaplica Zasłużonych Polaków
  - sarkofag prymasa Stefana Wyszyńskiego (1983)
  - sarkofag Ignacego Paderewskiego (1991)
  - sarkofag Ignacego Mościckiego (1993)
- projekty konkursowe: centrum Warszawy, Stadion X-lecia w Warszawie, osiedle na Ochocie w Warszawie, Oś Wolska w Warszawie, gmach Banku Narodowego w Warszawie, gmach Ministerstwa Finansów w Warszawie, gmach Sądu Najwyższego w Warszawie, gmach Biblioteki Uniwersyteckiej w Warszawie, zabudowa placu Centralnego w Warszawie, Zamek Królewski w Warszawie, plac Zwycięstwa w Warszawie

## Odznaczenia i nagrody[4]
- Krzyż Kawalerski Orderu Odrodzenia Polski
- Order Sztandaru Pracy II klasy
- Medal 40-lecia Polski Ludowej
- Honorowa Nagroda SARP (1981)
- Medal Caritati in Justitia
- Medal "Za wybitne zasługi dla Politechniki Wrocławskiej"